# Радино
Радино е село в Северна България. То се намира в община Трявна, област Габрово.

## География
Село Радино се намира в планински район, на третокласен път по посока гр. Плачковци, отбивайки се към с. Енчовци. Селото се намира на 700 метра надморска височина с изключителна природа.

## История
До 1951 година името на селото е Гуглевци с варианти Гугльовци и Гуглювци. След това селото се нарича Радино, на името на партизанката Радка Трайкова Николова, която е убита заедно с още партизани в местността Сечен камък.
Преди е съществувало Народно читалище „Просвета“.
При избухването на Балканската война един човек от Гуглевци е доброволец в Македоно-одринското опълчение.